# El Aioun Sidi Mellouk
El Aioun Sidi Mellouk (Arabisch: العيون سيدي ملوك; ook bekend als El Aioun of El Aioun Charkiya) is een plaats in de Marokkaanse provincie Taourirt, dicht bij de grens met Algerije.
De plaats is in 1679 gesticht in opdracht van sultan Moulay Ismail in 1679. De naam El Aioun kan zowel 'de ogen' als 'overvloed van water' betekenen. Belangrijke bronnen van inkomsten zijn het graan en de veeteelt. Op 20 km afstand staat de berg Bogwali.

## Voorzieningen
Scholen:
- Lycée Ezzayotune
- École Mohamed Belkhayyat
- École Route de Jirada
- College Sidi Makhoukh

Gezondheidszorg:
- Centre de Santé

## Geboren
- Houssin Bezzai (voetballer)